# タニヤ通り
座標: 北緯13度43分46.1秒 東経100度32分0.7秒 / 北緯13.729472度 東経100.533528度

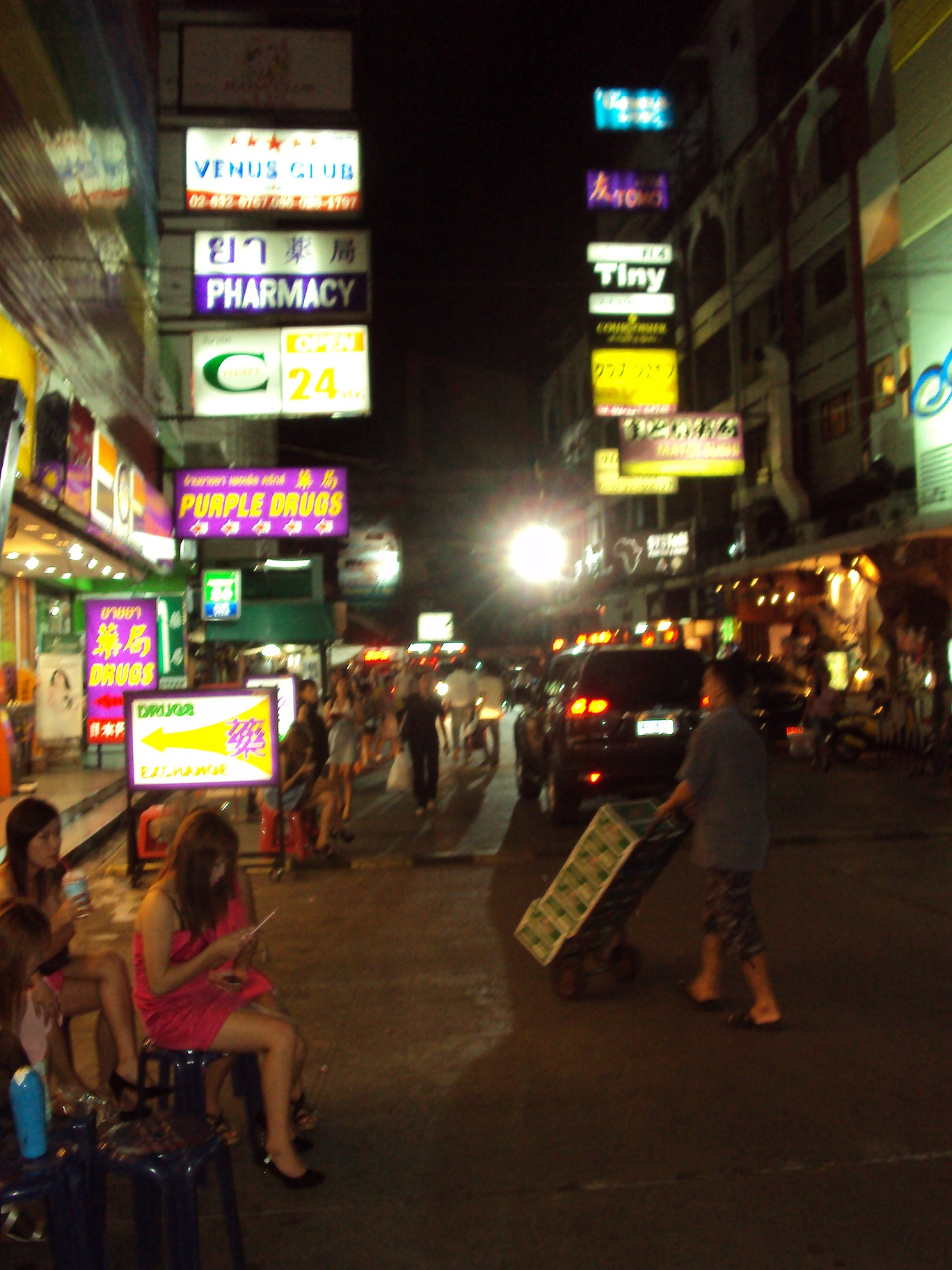
夜のタニヤ通り

タニヤ通り（タイ語：ซอยธนิยะ, Soi Thaniya）は、タイ王国の首都、バンコクの歓楽街である。

## 概要
日本人観光客やタイ王国駐在日本人企業関係者を対象とした日本人クラブ、カラオケや日本人全般を対象とした日本料理店、居酒屋などが密集することでも名高い。日本人クラブ・リトルトーキョーと言われている。
場所は、バンコク・スカイトレインのサーラーデーン駅に隣接、及びバンコク・メトロのシーロム駅から徒歩5分。